# 音道
音道（おんどう）とは、日本律令制の大学寮において、儒教経典をそのまま音読するために必要な漢音（中国語）の発音について習う学科。

## 概要
『日本書紀』によれば、691年に持統天皇が唐人の続守言・薩弘恪を音博士に任じたのが最古とされている。律令制確立後に大学寮の下に音博士が位置づけられたが、本科（後の明経道）の学生が儒教の教育を受けるために行う最初の課程であった経典の音読を指導するのが役割であった事から、算道・書道のような独自の学生を保持することは学令などにも記載されていないなど、最初から補助的地位に止められていた。
それでも唐の文化の影響が強まった平安時代初期の延暦11年閏11月20日（793年1月7日）、桓武天皇が漢音奨励の勅を出して学生には漢音の学習が義務づけられ（『日本紀略』）、続いて延暦17年2月14日（798年3月6日）には学生に従来から日本に存在する南朝系の呉音を禁じて漢音での発音が義務付けられた（『弘仁格抄』）。なお、同様の措置は僧侶に対しても取られており、音博士も僧侶の試験のために派遣されている（延暦12年4月28日（793年6月11日）に年分度者に対して漢音に通じなければ得度を認めないとし（『日本紀略』・『類聚国史』）、延暦20年4月15日（801年5月30日）には、僧侶の得度の際に漢音の試験を課している（『日本紀略』））。そして、嵯峨天皇の弘仁8年4月17日（817年5月6日）付で4名の「音生」及び白丁からなる6名の「漢語生」設置の格が出されている。
だが、承和5年（839年）を最後に遣唐使が中絶（寛平6年（894年）停止）されると、漢音を日本国内で用いる必要性がほとんど失われ、音道は急激に衰退する。また、実際に遣唐使とともに留学した者の間でも満足な発音・会話が出来ないものが多く、最澄は弟子義真が訳語役となって学業を果たし、橘逸勢は早期帰国の理由として漢語が出来ないことをあげる有様であった。恐らくは書道よりも早い段階で明経道に事実上吸収されていき、明経道を独占した中原氏・清原氏が明経道の職に就くまでの暫定的な地位となっていった。そして、遣唐使の中絶後も唐あるいは宋に留学を希望する者は音道に期待せず、新たな方法で漢語習得を目指した。例えば、平安時代末期に宋への留学を念願していた儒学者の高階（藤原）通憲（後の信西）は日本を訪れた震旦（中国）などの人の詞づかいを習うことで漢語を習得したと伝えられている（『平治物語』上巻「唐僧来朝の事」）。